# Alfonso Lara
Alfonso Osvaldo Lara Madrid (27 d'abril de 1946 - 13 d'agost de 2013) fou un futbolista xilè.

## Selecció de Xile
Va formar part de l'equip xilè a la Copa del Món de 1974.